# Campeonato Sub-17 de la OFC 2018
El Campeonato Sub-17 de la OFC 2018 fue la décima octava edición de dicho torneo. Tuvo lugar en las Islas Salomón del 9 al 22 de septiembre. El campeón Nueva Zelanda clasificó a la Copa Mundial de Fútbol Sub-17. Islas Salomón fue excluido del torneo por alinear a un jugador mayor, pero el 3 de mayo la OFC anunció que Islas Salomón estará en el mundial, ya que Chris Satu tenía un pasaporte emitido por el gobierno que demostraba su elegibilidad y la federación no infringía las reglas.
Participaron ocho selecciones: Fiyi, las Islas Salomón, Nueva Caledonia, Nueva Zelanda, Papúa Nueva Guinea, Tahití, Vanuatu y Samoa, ganador de la fase de clasificación que disputó junto a Islas Cook, Samoa Americana y Tonga.

## Fase preliminar
Se disputó entre el 14 y el 20 de julio de 2018 en Nukualofa, Tonga.
| Pos. | Equipo              | Pts. | PJ | G | E | P | GF | GC | Dif. | Clasificación  |
| ---- | ------------------- | ---- | -- | - | - | - | -- | -- | ---- | -------------- |
| 1    | Samoa               | 9    | 3  | 3 | 0 | 0 | 22 | 3  | +19  | Fase de grupos |
| 2    | Samoa Americana (E) | 4    | 3  | 1 | 1 | 1 | 8  | 13 | −5   |                |
| 3    | Tonga (H, E)        | 2    | 3  | 0 | 2 | 1 | 2  | 11 | −9   |                |
| 4    | Islas Cook (E)      | 1    | 3  | 0 | 1 | 2 | 1  | 6  | −5   |                |

 Fuente: OFC
| 14 de julio de 2018 14:15 (GMT+13) | Samoa Americana         | 2:2 (0:0) | Tonga                           | Loto-Tonga Soka Centre, Nukualofa |                         |
|                                    | Tiatia 51' · Taumua 53' | Reporte   | 58' Tuiono · 79' (pen.) Muavesi | Árbitro(s): Joel Hopken           | Árbitro(s): Joel Hopken |

| 14 de julio de 2018 11:00 (GMT+13) | Samoa                           | 3:0 (2:0) | Islas Cook | Loto-Tonga Soka Centre, Nukualofa |                                 |
|                                    | Filimalae 37' 75' · Belcher 45' | Reporte   |            | Árbitro(s): Campbell-Kirk Waugh   | Árbitro(s): Campbell-Kirk Waugh |

| 17 de julio de 2018 14:00 (GMT+13) | Tonga | 0:0     | Islas Cook | Loto-Tonga Soka Centre, Nukualofa |                         |
|                                    |       | Reporte |            | Árbitro(s): Joel Hopken           | Árbitro(s): Joel Hopken |

| 17 de julio de 2018 11:00 (GMT+13) | Samoa Americana                            | 3:10 (2:5) | Samoa | Loto-Tonga Soka Centre, Nukualofa |                        |
|                                    | Taumua 41' (pen.) l45' · Lauvao 70' (pen.) | Reporte    | 3' 8' Saofaiga · 14' 74' Tumua Leo · 22' 44' Nanumea · 77' (pen.) Mano · 90' Belcher · 90' 90+6' Filimalae | Árbitro(s): Ben Aukwai            | Árbitro(s): Ben Aukwai |

| 20 de julio de 2018 14:00 (GMT+13) | Tonga | 0:9 (0:7) | Samoa                                                                                     | Loto-Tonga Soka Centre, Nukualofa |                                 |
|                                    |       | Reporte   | 8' (pen.) 30' 37' 45' 75' Nanumea · 22' Belcher · 23' Saofaiga · 39' Filimalae · 52' Mano | Árbitro(s): Campbell-Kirk Waugh   | Árbitro(s): Campbell-Kirk Waugh |

| 20 de julio de 2018 11:00 (GMT+13) | Islas Cook           | 1:3 (0:1) | Samoa Americana                                         | Loto-Tonga Soka Centre, Nukualofa |                        |
|                                    | Mateariki 50' (pen.) | Reporte   | 31' (pen.) Taumua · 67' (pen.) Lauvao · 86' Leatualevao | Árbitro(s): Ben Aukwai            | Árbitro(s): Ben Aukwai |

## Fase final

### Sedes
| Estadio Lawson Tama            |
| Capacidad: hasta 25,000 aprox. |
|                                |

### Grupo A
| Pos. | Equipo                 | Pts. | PJ | G | E | P | GF | GC | Dif. | Clasificación |
| ---- | ---------------------- | ---- | -- | - | - | - | -- | -- | ---- | ------------- |
| 1    | Islas Salomón (H)      | 9    | 3  | 3 | 0 | 0 | 15 | 0  | +15  | Semifinales   |
| 2    | Nueva Zelanda          | 6    | 3  | 2 | 0 | 1 | 12 | 8  | +4   | Semifinales   |
| 3    | Papúa Nueva Guinea (E) | 3    | 3  | 1 | 0 | 2 | 8  | 9  | −1   |               |
| 4    | Vanuatu (E)            | 0    | 3  | 0 | 0 | 3 | 0  | 18 | −18  |               |

 Fuente: OFC
| 9 de septiembre de 2018, 10:00hs (GMT+11) | Vanuatu | 0:8 (0:5) | Nueva Zelanda                                                                       | Estadio Lawson Tama, Honiara, Islas Salomón |                            |
|                                           |         | Reporte   | 9' 24' Verney · 25' Wilson · 37' 45' Hamilton · 55' (pen.) 76' Van Hattum · 90' Lee | Árbitro(s): Norbert Hauata                  | Árbitro(s): Norbert Hauata |

| 9 de septiembre de 2018, 15:00hs (GMT+11) | Papúa Nueva Guinea | 0:5 (0:3) | Islas Salomón                    | Estadio Lawson Tama, Honiara, Islas Salomón |                          |
|                                           |                    | Reporte   | 12' 30' 41' 90' Le'ai · 70' Satu | Árbitro(s): Salesh Chand                    | Árbitro(s): Salesh Chand |

| 12 de septiembre de 2018, 10:00hs (GMT+11) | Papúa Nueva Guinea                                | 5:0 (2:0) | Vanuatu | Estadio Lawson Tama, Honiara, Islas Salomón |                       |
|                                            | Beschel 7' 79' · Ila 19' · Devi 56' · Wadunah 70' | Reporte   |         | Árbitro(s): Sione Mau                       | Árbitro(s): Sione Mau |

| 12 de septiembre de 2018, 15:00hs (GMT+11) | Islas Salomón                                    | 5:0 (2:0) | Nueva Zelanda | Estadio Lawson Tama, Honiara, Islas Salomón |                            |
|                                            | Wae 18' · Le'ai 41' 85' · Kofana 55' · Keana 87' | Reporte   |               | Árbitro(s): Norbert Hauata                  | Árbitro(s): Norbert Hauata |

| 15 de septiembre de 2018, 10:00hs (GMT+11) | Nueva Zelanda                           | 4:3 (0:1) | Papúa Nueva Guinea  | Estadio Lawson Tama, Honiara, Islas Salomón |                          |
|                                            | Hamilton 47' 55' · Wilson 48' · Old 83' | Reporte   | 37' 75' 90' Beschel | Árbitro(s): Salesh Chand                    | Árbitro(s): Salesh Chand |

| 15 de septiembre de 2018, 15:00hs (GMT+11) | Islas Salomón                               | 5:0 (2:0) | Vanuatu | Estadio Lawson Tama, Honiara, Islas Salomón |                           |
|                                            | Wae 4' · Pao 20' · Le'ai 47' · Mani 53' 64' | Reporte   |         | Árbitro(s): Sione Lelenga                   | Árbitro(s): Sione Lelenga |

### Grupo B
| Pos. | Equipo              | Pts. | PJ | G | E | P | GF | GC | Dif. | Clasificación |
| ---- | ------------------- | ---- | -- | - | - | - | -- | -- | ---- | ------------- |
| 1    | Tahití              | 9    | 3  | 3 | 0 | 0 | 10 | 2  | +8   | Semifinales   |
| 2    | Fiyi                | 6    | 3  | 2 | 0 | 1 | 4  | 5  | −1   | Semifinales   |
| 3    | Nueva Caledonia (E) | 1    | 3  | 0 | 1 | 2 | 2  | 4  | −2   |               |
| 4    | Samoa (E)           | 1    | 3  | 0 | 1 | 2 | 4  | 9  | −5   |               |

 Fuente: OFC
| 10 de septiembre de 2018, 12:00hs (GMT+11) | Samoa       | 2:3 (2:1) | Fiyi                     | Estadio Lawson Tama, Honiara, Islas Salomón |                           |
|                                            | Mano 7' 18' | Reporte   | 45' Kumar · 63' 79' Sela | Árbitro(s): Hamilton Siau                   | Árbitro(s): Hamilton Siau |

| 10 de septiembre de 2018, 15:00hs (GMT+11) | Nueva Caledonia | 1:2 (0:1) | Tahití                 | Estadio Lawson Tama, Honiara, Islas Salomón |                        |
|                                            | Matha 76'       | Reporte   | 10' Sangue · 52' Kaiha | Árbitro(s): Cory Mills                      | Árbitro(s): Cory Mills |

| 13 de septiembre de 2018, 10:00hs (GMT+11) | Fiyi | 0:3 (0:1) | Tahití                     | Estadio Lawson Tama, Honiara, Islas Salomón |                         |
|                                            |      | Reporte   | 36' 56' Kaiha · 47' Gitton | Árbitro(s): George Time                     | Árbitro(s): George Time |

| 13 de septiembre de 2018, 15:00hs (GMT+11) | Samoa         | 1:1 (1:1) | Nueva Caledonia | Estadio Lawson Tama, Honiara, Islas Salomón |                         |
|                                            | Filimalae 44' | Reporte   | 23' Kutran      | Árbitro(s): Joel Hopken                     | Árbitro(s): Joel Hopken |

| 16 de septiembre de 2018, 10:00hs (GMT+11) | Fiyi      | 1:0 (1:0) | Nueva Caledonia | Estadio Lawson Tama, Honiara, Islas Salomón |                              |
|                                            | Kumar 45' | Reporte   |                 | Árbitro(s): David Yareboinen                | Árbitro(s): David Yareboinen |

| 16 de septiembre de 2018, 15:00hs (GMT+11) | Tahití                                                          | 5:1 (3:1) | Samoa        | Estadio Lawson Tama, Honiara, Islas Salomón |                         |
|                                            | Hanere 11' · Labaste 45+3' (pen.) 50' · Tehotu Gitton 45+6' 55' | Reporte   | 2' Filimalae | Árbitro(s): Joel Hopken                     | Árbitro(s): Joel Hopken |

## Fase de eliminatorias

### Semifinales
| 19 de septiembre de 2018, 10:00hs (GMT+11) | Islas Salomón             | 3:1 (2:1) | Fiyi         | Estadio Lawson Tama, Honiara, Islas Salomón |                              |
|                                            | Mani 1' 29' · Le'ai 90+1' | Reporte   | 45+5' Pillay | Árbitro(s): David Yareboinen                | Árbitro(s): David Yareboinen |

| 19 de septiembre de 2018, 15:00hs (GMT+11) | Tahití     | 1:4 (0:3) | Nueva Zelanda                                         | Estadio Lawson Tama, Honiara, Islas Salomón |                         |
|                                            | Sangue 79' | Reporte   | 2' Van Hattum · 13' 24' Hamilton · 82' (pen.) Garbett | Árbitro(s): George Time                     | Árbitro(s): George Time |

### Tercer puesto
| 22 de septiembre de 2018, 10:00hs (GMT+11) | Fiyi       | 1:2 (0:1) | Tahití                   | Estadio Lawson Tama, Honiara, Islas Salomón |                           |
|                                            | Naresh 89' | Reporte   | 28' Gitton · 78' Holozet | Árbitro(s): Sione Lelenga                   | Árbitro(s): Sione Lelenga |

### Final
| 22 de septiembre de 2018, 15:00hs (GMT+11) | Islas Salomón                       | 0:0 (4:5 p.)               | Nueva Zelanda                                  | Estadio Lawson Tama, Honiara, Islas Salomón |                            |
|                                            |                                     | Reporte                    |                                                | Árbitro(s): Norbert Hauata                  | Árbitro(s): Norbert Hauata |
|                                            |                                     | Tiros desde el punto penal |                                                |                                             |                            |
|                                            | Satu · Keana · Taebo · Mani · Le'ai |                            | Van Hattum · Stamenic · Garbett · Lee · Bright |                                             |                            |

## Campeón
| Bandera de Nueva Zelanda         |
| Campeón Nueva Zelanda 8.º título |

## Clasificados a la Copa Mundial Sub-17 de 2019
| Bandera de Islas Salomón | Bandera de Nueva Zelanda |
| Islas Salomón            | Nueva Zelanda            |
| ------------------------ | ------------------------ |

Islas Salomón había sido excluido del torneo por alinear a un jugador mayor de la categoría. La OFC buscó un reemplazo que probablemente sea Tahití. Sin embargo, el 3 de mayo, el comité ejecutivo de la OFC anunció que Islas Salomón mantendría su lugar en el mundial, ya que la federación no infringía las reglas y Chris Satu tenía un pasaporte emitido por el gobierno que demuestra su elegibilidad.

## Goleadores
8 goles
- Raphael Le'ai

7 goles
- Jarvis Filimalae
- Falaniko Nanumea

6 goles
- Henry Hamilton

5 goles
- Siegfried Beschel